# Walter 0
Walter typ 0 (závodní vůz, typ nula), někdy též označovaný jako Walter Super Sport, byl závodní speciál továrny Walter, (Akciová továrna automobilů Josef Walter a spol., Praha-Jinonice), českého výrobce osobních automobilů. Úspěchy sériových nebo podle dnešních hledisek upravených sériových vozů vedly konstruktéry továrny Walter ke stavbě závodního automobilu.

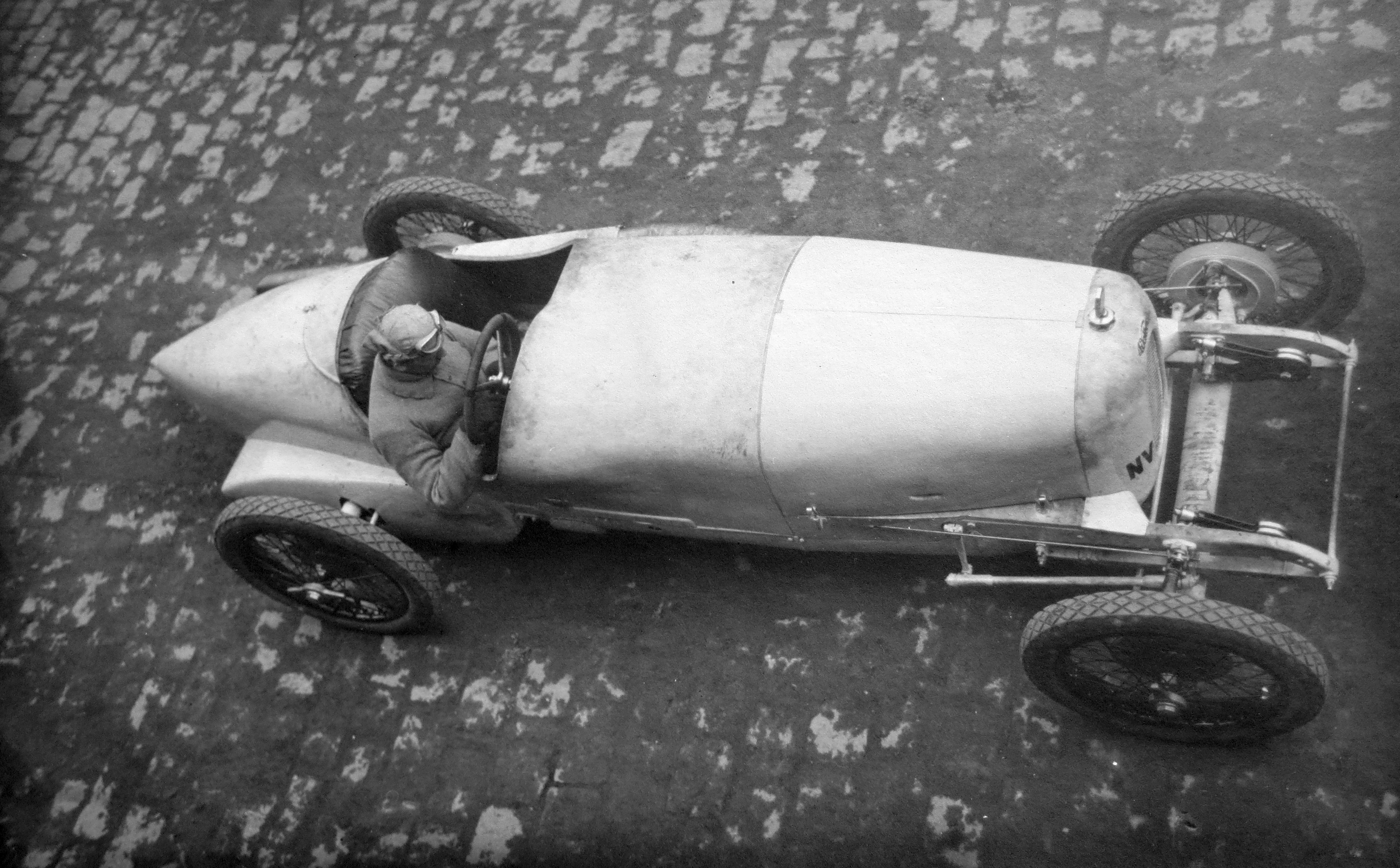
Walter 0, závodní vůz na Zbraslavském náměstí (1924)

## Historie
Od roku 1922 byly Jinonice u Prahy připojeny k "velké" Praze jako Praha XVII. Zprvu se říkalo, že Walter 0 nemá předchůdce ani nástupce, avšak motoricky mu byl nejblíže (od roku 1925) vyráběný typ Walter P-II (rozvod OHV), alespoň co se objemu válců a podvozku týče. Továrna Walter byla jedinou československou továrnou, která v té době postavila závodní automobil. Tento vůz vznikl již na jaře 1923 a byl přihlášen továrnou k závodu Zbraslav-Jíloviště, který se konal 29. dubna 1923. Na startu se však tento vůz neobjevil, za továrnu Walter startoval pouze druhý přihlášený vůz Walter WIZ s Vincencem Desenským za volantem. Ten svou kategorii (automobily do 1,75 l) v rekordu třídy vyhrál. Na závodu ještě startoval rotm. Stošek na motocyklu Walter M 922, který v třídě do 750 cm³ obsadil 3. místo. V referátu k závodu bylo uvedeno: "dlužno dvojnásob litovati, že nehoda při trainingu zabránila Waltrově nové dvoulitrovce start při závodu, jenž by byl jistě přinesl továrně další plně zasloužený úspěch." K nasazení došlo až o rok později. V roce 1924 nasazuje továrna Walter závodní vůz typ 0 na speciálním podvozku a s aerodynamickou, dvoumístnou karoserií.
Zpravidla vítězná účast tohoto speciálu v závodech měla však i své stinné stránky. Továrna musela především prodávat to, co si zákazník může koupit. Proto byl zájem potencionálních zákazníkům více určen k běžným, cestovním vozům, které si mohli případně koupit, což Walter 0 pochopitelně nebyl. Obchod potřeboval reklamu a reklama je úspěch, ale tento závodní vůz byl spíše jen "image". Na straně druhé je pravdou, že mezi československými závodními vozy neměl konkurenci. Závodní Walter 0 vévodil tovární expozici na XVI. mezinárodní výstavě automobilů v Praze (19.-27. dubna 1924). Národní listy ve svém komentáři připomínají, že na tomto prvém čs. poválečném "raceru" docílil Knapp Československého rekordu v závodu zbraslavském. O rok později Knapp svůj čas ve Zbraslavi ještě vylepšil. Byl to vůz, který se směle mohl postavit domácím jezdcům na zahraničních vozech, jako byli Čeněk Junek a Eliška Junková na Bugatti, Ulrich F. Kinsky a Leo Karger na Steyeru atd. Jeho velmi volným, sériovým pokračovatelem byl dvoumístný Walter Super Sport 9/36 HP (36 k/26,8 kW) s motorem 2368 cm³ (vrtání 80 x zdvih 117,8 mm) představený v roce 1927 společně s modelem Walter P IV.

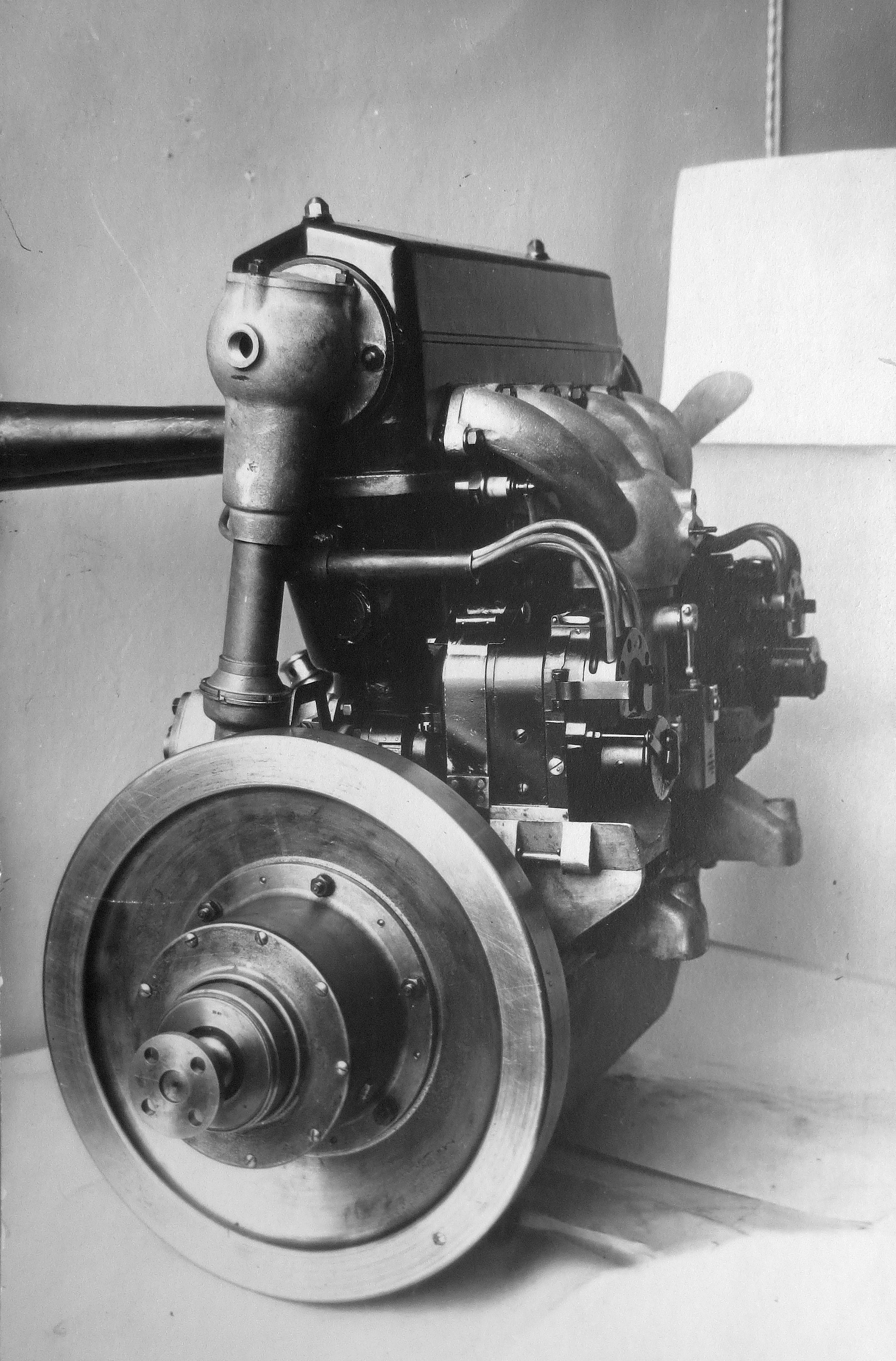
Walter 0, závodní motor 1924

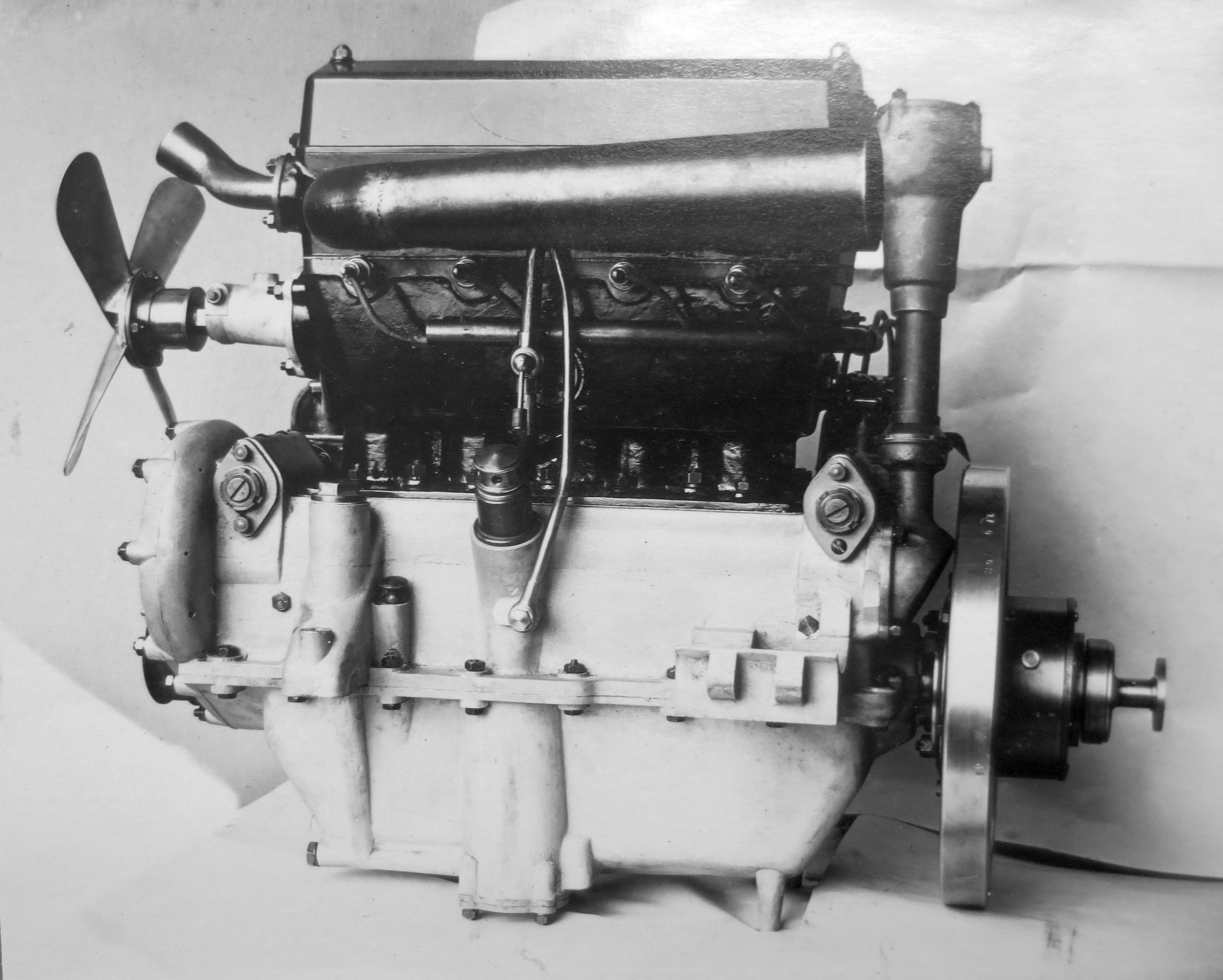
Walter 0, motor závodního vozu

## Motor a karoserie
Motor z roku 1924 byl vodou chlazený, čtyřdobý řadový čtyřválec (R4) s rozvodem OHC, objem válců 1945 cm³ (vrtání 72,5 x zdvih 117,8 mm), který při stupni komprese 8,5:1 dával výkon až 58 kW (80 k) při 5000 ot/min. Jako paliva se používalo leteckého benzínu s obsahem asi 30 % benzolu. Vůz dosahoval rychlosti 140 km/h, podle jiných pramenů až 165 km/h.
Na konstrukci motoru stojí za pozornost šestnácti ventilová hlava válců a svislý hřídel, který poháněl vačkový hřídel v hlavě válců. Pohon vačkového hřídele byl zcela netradičně zajištěn šnekovým soukolím od klikového hřídele na straně setrvačníku. Šnekovým převodem bylo poháněno také zapalovací magneto, umístěné vzadu napříč nad předním koncem klikového hřídele. Tento systém pohonu tzv. královským hřídelem byl později použit i u automobilu Tatra 17 z roku 1926.

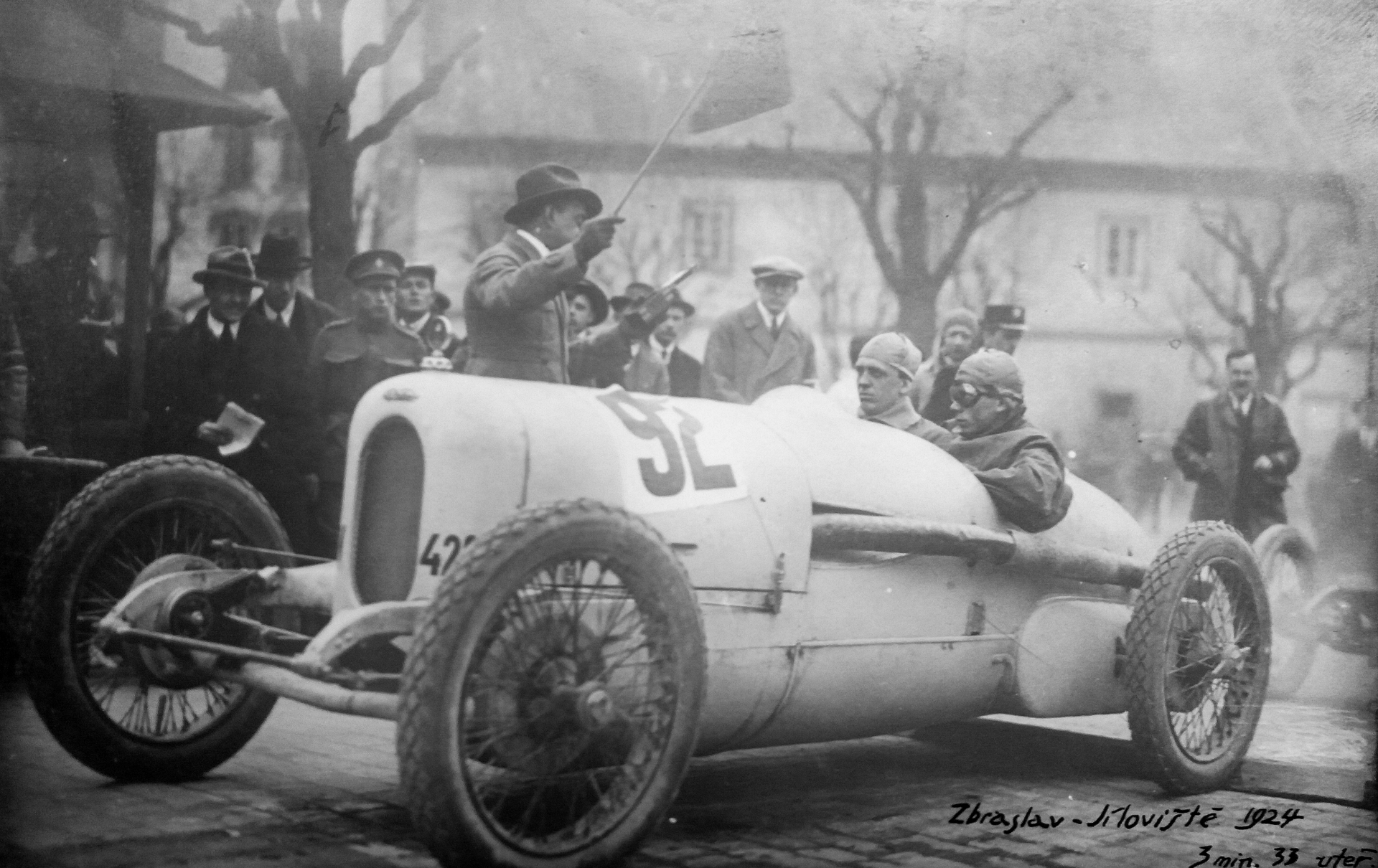
Walter 0, Knapp-Vojíř, Zbraslav (1924). Startérem byl Jaroslav Kalva.

Zapalování magnetem Bosch bylo řešeno v každém válci dvěma protilehlými svíčkami v horizontální poloze. Na pravé straně hlavy válců bylo sací potrubí, které mělo čtyři samostatné větve vedoucí k vertikálnímu karburátoru Zenith. Na levé straně hlavy válců bylo výfukové potrubí s kuželovým sběračem. Výfuk měl kuželový sběrač a byl vyveden z motorového prostoru svislou štěrbinou sloužící k odsávání teplého vzduchu za chladičem a k ochlazení výfuku.

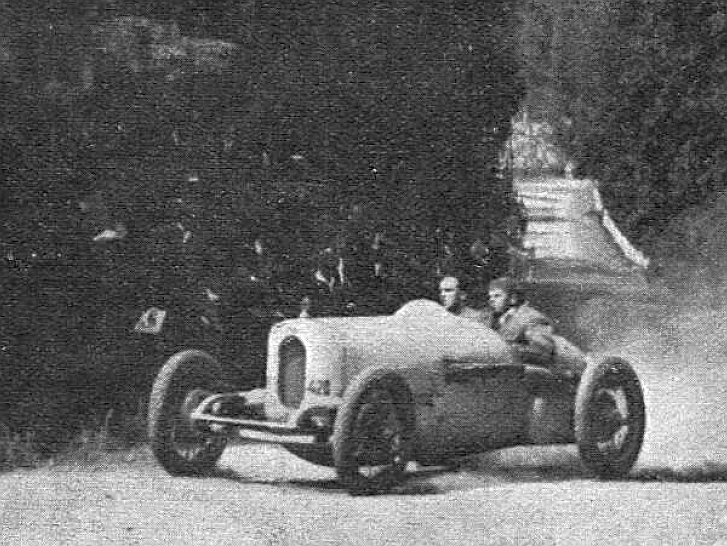
Walter 0 (1924) Knapp vítězí na Schöberbergrennen

Mazání tlakové, oběžné. Převodovka byla čtyřstupňová s kulisovým řazením (4+Z). Spojka kotoučová, litinová. Chladič (objem kapaliny ca 18 l) měl podle tehdejší módy masku s úzkou svislou štěrbinou. U o rok pozdějšího modelu označovaného jako Super Sport měl chladič již standardnější tvar. V zátce chladiče byl vsazen teploměr Boyce-Meter. Pera byla listová, půleliptická. Vůz měl snadno snímatelná, centrální maticí uchycená drátová kola Rudge-Whitworth. Přední i zadní brzdy mechanické bubnové Perrot. Nouzová brzda byla převodová, ruční. Přední náprava měla za polotovar tuhý výkovek, zadní byla rovněž tuhá, typu Banjo. Rozměr pneumatik 765x105 mm.
Karoserie byla, jak se sluší u závodního speciálu, doutníková. I závody do vrchu se jezdily se spolujezdcem, proto byla karoserie dvoumístná. Na zapouzdření zadních per i úplném zaplechování spodku vozu v celé délce byl již patrný vliv znalostí aerodynamiky plynoucí z úzkých vztahů výrobce k leteckým konstrukcím. Aerodynamická karoserie byla z hliníkové slitiny. V té době to spíše bylo k vidění u vozů stavěných k překonání rychlostního rekordu a dá se říci, že toto řešení závodního vozu o mnoho let předběhlo svou dobu.
Pro rok 1925 prošel vůz úpravami. Měl nový, převrtaný motor, který byl předurčen pro model Walter P IV, který byl ve výrobě až od roku 1927. V případě tohoto závodního motoru se jednalo o vodou chlazený, čtyřdobý řadový čtyřválec (R4) s rozvodem OHV se šestnáctiventilovou hlavou, objem válců 2368 cm³ (vrtání 80 x zdvih 117,8 mm). I karoserie doznala mírných změn, především v části masky chladiče, kde již nebyla použita specifická, neširoká štěrbina a zmizelo i oplechování zadní nápravy.

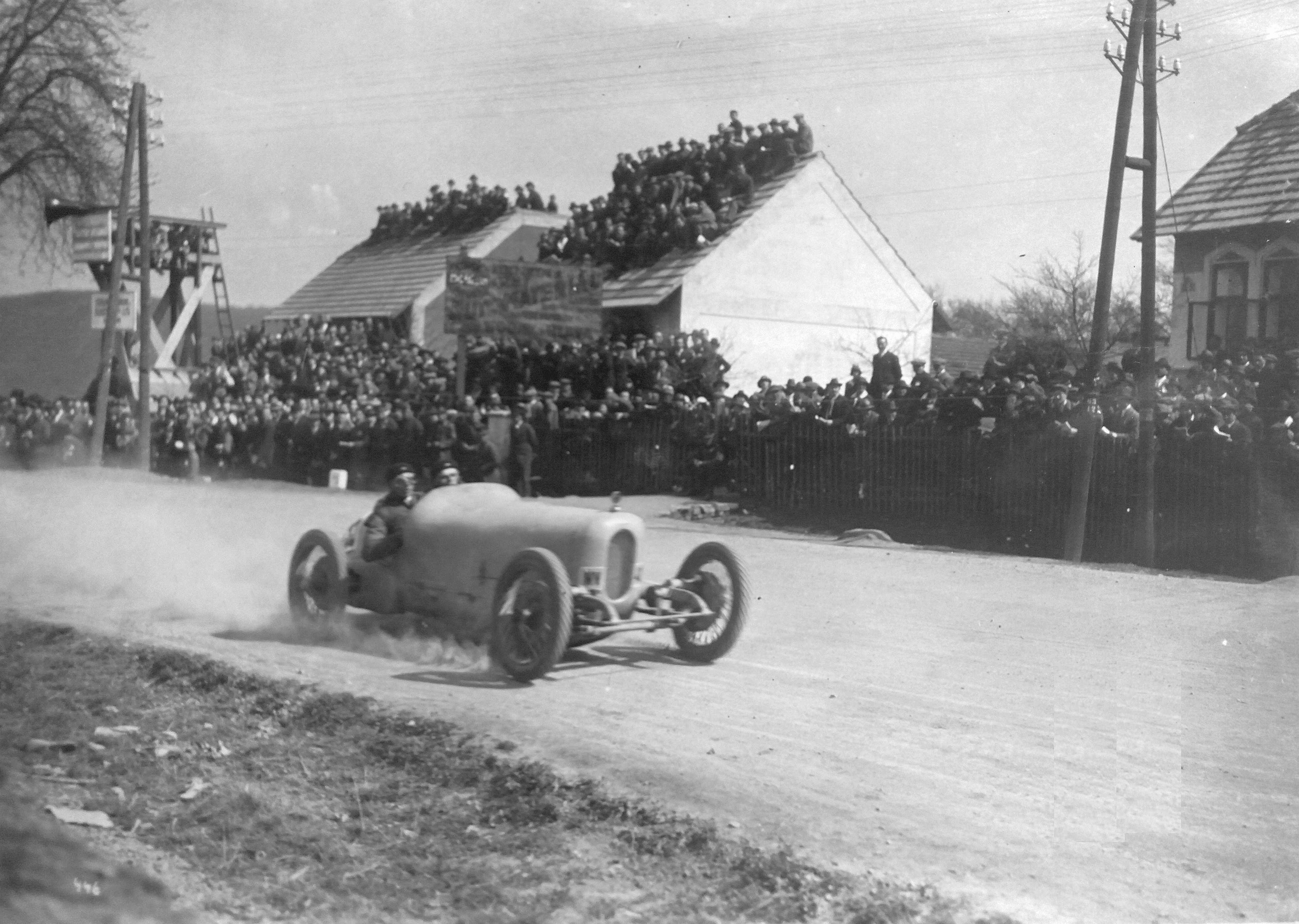
Walter 0 (1925) na trati Zbraslav - Jíloviště

## Sportovní úspěchy
V dubnu 1924 byl při příležitosti XVI. mezinárodního autosalónu v Praze uspořádán VIII. ročník (20. dubna) mezinárodního závodu do vrchu Zbraslav - Jíloviště. Jindřich Knapp obsadil 3. místo v kategorii závodních vozů i v třídě do 2000 cm³, když lepšího času než 3:33,6 min. dosáhly jen dva závodní, tovární Mercedesy s kompresorem (1. Otto Salzer a 2. Otto Merz). Mercedes s Otto Salzerem za volantem zvítězil v kategorii II. závodních vozů s časem 3:13,4 min., čímž vytvořil traťový rekord a překonal tím rekord Hörnerův z roku 1914. Knapp však také vytvořil traťový rekord, a to na československém automobilu a překonal tím rekord vytvořený 14. dubna 1911 ing. Otto Hieronimem (Laurin & Klement FCR). Knapp získal Cenu Ministerstva národní obrany určenou nejrychlejšímu vozu čs. výroby.

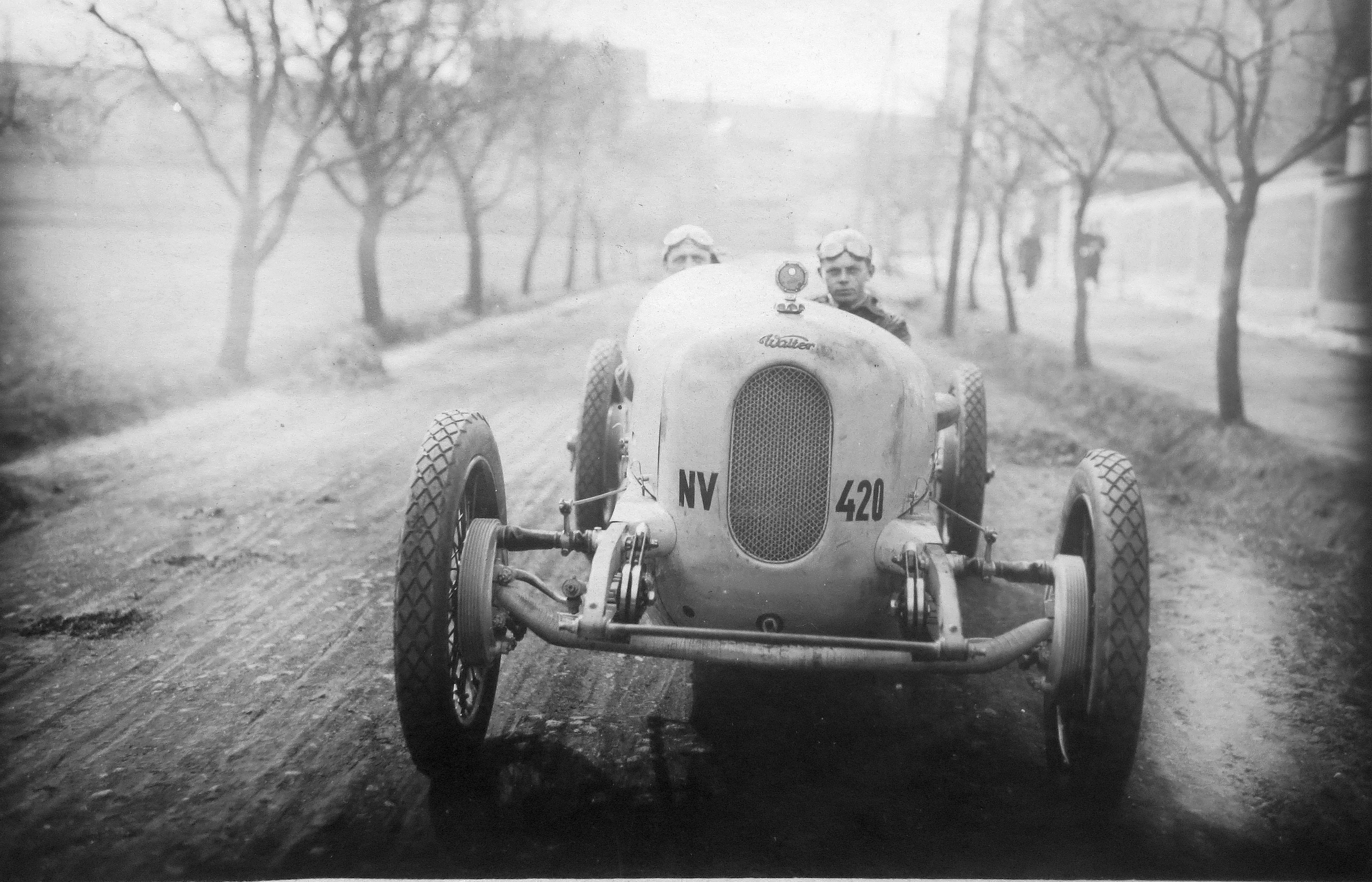
Walter 0 (Knapp-Vojíř), před továrnou Walter (1925)

Nordbömischer Kraft Fahrer Bund (Severočeský svaz automobilistů) z České Lípy uspořádal IV. ročník (6. července) závodu do vrchu Stožec (Schöber/Schöberbergrennen). Jindřich Knapp na voze Walter 0 zvítězil ve třídě závodních vozů do 2000 cm³ v čase 2:25,8 min. a zvítězil i v absolutním pořadí závodu. Současně i vytvořil rekord trati. Bylo to první vítězství československého jezdce na československém automobilu v historii mezinárodních závodů automobilů do vrchu.

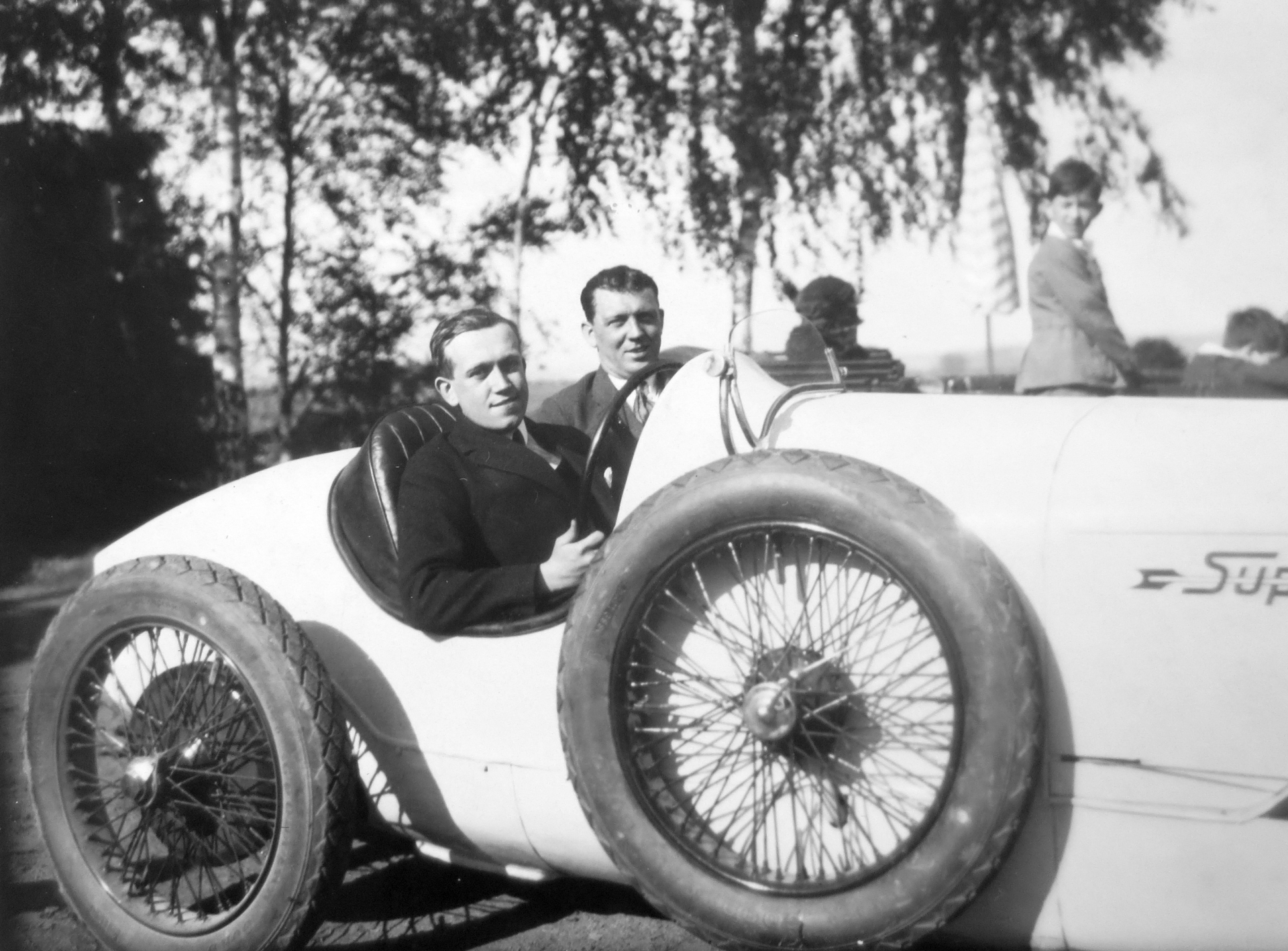
Antonín Kumpera a Jindřich Knapp (Walter Super Sport 1927)

V září 1924 (7. září) se uskutečnil 2. ročník mezinárodního závodu na trati Lochotín - Třemošná. Jindřich Knapp v závodních vozech do 2 l skončil na 2. místě (3:16,3 min) za vítězným Čeňkem Junkem na Bugatti (3:11,9 min). Novým držitelem traťového rekordu a celkovým vítězem se stal Ulrich Kinsky (3:02,4 min) na voze Steyr Sport VI. O 2 týdny později (21. září) se Jindřich Knapp se spolujezdcem Vojířem zúčastnili 4. ročníku závodu do vrchu Ecce Homo u Šternberka, ale Knapp nebyl spokojen s výkonem vozu. Trať měřila obvyklých 7,75 km a absolutním vítězem se stal Otto Salzer na Mercedesu s kompresorem v čase 6:02,7 min. Účast si zopakovali o rok později 20. září 1925 v 5. ročníku, kdy zvítězil Oldřich (Ulrich) Ferdinand Kinsky na voze Steyr Sport VI v čase 5:46,2 min. Výsledková listina těchto závodů Knappa s Vojířem v pořadí jezdců uvádí jako neklasifikované.
I v roce 1925 (13. dubna, IX. ročník) se Walter zúčastnil již s objemově a výkonově upraveným vozem závodu Zbraslav - Jíloviště. Vůz opět řídil Jindřich Knapp a zvítězil v kategorii závodních vozů 2000-3000 cm³. Zlepšil svůj loňský čas o 14 sekund na 3:19,8 min. a opět se stal nejrychlejším závodníkem na stroji československé výroby. Zařazení vozu do třídy 2000-3000 cm³ potvrzuje, že byl použit nový, silnější motor s vyšším objemem 2368 cm³, což dokládají Národní listy sdělením, že Knapp se pátečního tréninku před závodem nezúčastnil, protože jeho závodní vůz dostává teprve nový motor.
Věhlas získával i závod do vrchu Brno - Soběšice (z Králova Pole, 3,5 km). Pořadatelem šesti předválečných ročníků byl ČAMS (Československý automobilový klub pro Moravu a Slezsko). Už první ročník měl ve startovní listině 54 domácích i zahraničních účastníků. Až do roku 1929 se do Králova Pole každoročně sjížděli jezdci představující tehdejší evropskou špičku. V květnu 1925, přesněji 10. května, ve II. ročníku závodu v kategorii závodních vozů přes 2000 cm³ zvítězil J. Knapp (Walter 0), čas: 3:03,7 min. (vytvořil nový rekord třídy). V absolutním pořadí skončil Knapp 2., za Čeňkem Junkem na Bugatti.

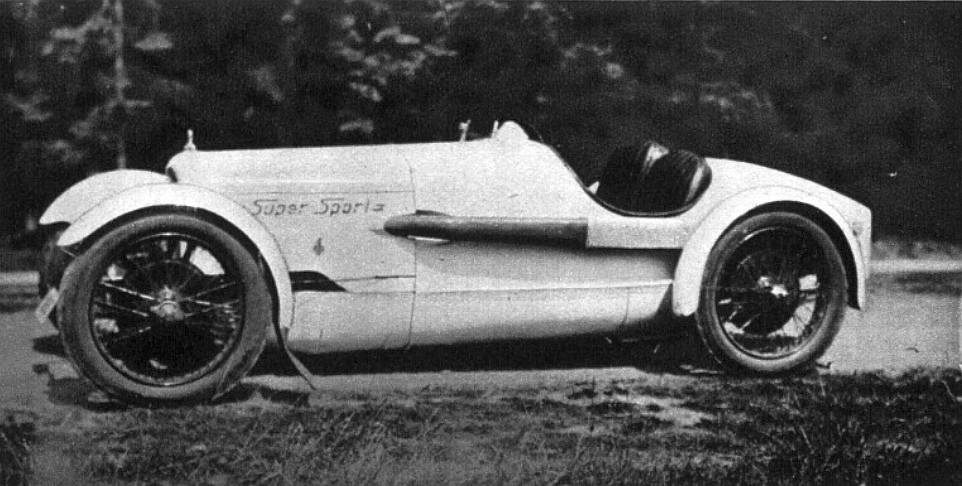
Přestavěný Walter 0 na Walter Super Sport (Pestrý týden, č. 35-1927, str. 16)

O 2 měsíce později 5. července se stal Jindřich Knapp na Walteru 0 vítězem třídy závodních automobilů do 3000 cm³ v 5. ročníku závodu do vrchu Schöber (Stožec) u Rumburku, když dosáhl času 2:16,1 min. a v absolutním pořadí skončil druhy za Čeňkem Junkem na Bugatti. A o týden později (12. července) se stává Jindřich Knapp na "dvouapůllitrovém" Waltru absolutním vítězem a vítězem závodních vozů do 3000 cm³ ve III. ročníku závodu do vrchu Panorama u Karlových Varů. Projel trať ve skvělém stylu v čase pod 2 minuty a porazil Čeňka Junka na Bugatti. Junkovi tak oplatil "letošní" porážky z Brna a z Rumburku. Pořadatelem závodů byl Egerländer Automobil-Club z Karlových Varů. Trať měřila 2,2 km a Knapp dosáhl času 1:59,5 min. Knapp tak zopakoval vítězství československého jezdce na československém voze v mezinárodním závodě automobilů do vrchu.
Pro rok 1926 byl motor tohoto vozu osazen kompresorem a max. rychlost vozu se zvýšila přes 160 km/h, avšak při testování se ukázalo, že motor ve stávajícím konstrukčním provedení v důsledku zvýšeného namáhání, teplot a tlaků již nestačí a bude nutné jej překonstruovat. Z tohoto důvodu k nasazení vozu Walter 0 s kompresorem do závodů již nedošlo. Další, ryze závodní vůz představila továrna Walter až v roce 1930 (Walter Super 6B).
Tento ryze závodní automobil si v roce 1927 Antonín Kumpera, čerstvě jmenovaný do funkce vrchního ředitele továrny Walter, nechal v jinonické karosárně přestavět na sportovní vůz doplněný blatníky se zástěrkami, světlomety a s úřední poznávací značkou N XIII 571 využíval Walter Super - Sport pro soukromou potřebu. Na sklonku 20. let vůz od A. Kumpery zakoupil soukromý automobilový závodník jezdící pod pseudonymem "Míla" (ing. Miloslav Brepta), který své příjmení tajil, protože nechtěl, aby takové jméno vyšlo tiskem. Na počátku 30. let s ním odjel několik závodů. Předtím v roce 1930 si Brepta zahrál jednu z hlavních rolí (mladý sedlák Benda) ve filmu Chudý otec, bohatý syn. Film propagoval víceúčelový traktor Praga AT 20-25 HP továrny Českomoravská-Kolben-Daněk, který Brepta ve filmu řídil.
V roce 1931 se závodu Zbraslav-Jíloviště, zařazeného do Mistrovství Evropy v závodech do vrchu (31. května, XIV. ročník, 100 000 diváků), nemohl zúčastnit Jindřich Knapp, protože v tu dobu "brázdil" kontinent v Jízdě AvD na 10000 km Evropou s továrním Waltrem Super 6. S Waltrem 0 ve sportovní úpravě se závodu zúčastnil jezdec "Míla" a obsadil 3. místo v čase 3:45,56 min. v třídě sportovních vozů do 3000 cm³ a v kategorii sportovních vozů byl 9. Získal tímto výkonem stříbrnou medaili. Časy Knappa z roku 1924 a 1925 však nepřekonal. Na odlehčeném, sportovním Mercedes-Benzu SSKL zvítězil Rudolf Caracciola v čase 2:42,73 min s průměrnou rychlostí 123,48 km/h. Tento čas již nebyl nikdy překonán a je vlastně do dnešních dnů rekordem trati. Druhý skončil Hans Stuck (2:43,84 min.), rovněž na Mercedes-Benz SSKL, avšak v závodní úpravě, a třetí, vítěz brněnského Masarykova okruhu 1930, Heinrich-Joachim von Morgen na závodním Bugatti (2:43,86 min.). První tři jezdce v cíli dělilo pouhých 1,13 vteřiny. Roku 1931 se jel závod na trati ze Zbraslavi k Jílovišti naposledy. Pořadatelem tohoto závodu byl Autoklub Republiky Československé (AKRČs), který se "přetahoval" o prestiž a o účast v seriálu Mistrovství Evropy se závodem Ecce Homo ve Šternberku, který pořádal konkurenční Moravskoslezský automobilový klub MSAC. Výsledkem těchto tahanic bylo, že se v Československu žádný závod "evropského mistrovství" dlouhá léta nekonal. Až po 50 letech se konal v tuzemsku podnik Mistrovství Evropy v závodech automobilů do vrchu. Bylo to na trati Ecce Homo ve Šternberku v roce 1981.
Na závěr domácí vrchařské sezóny (13. září 1931) se jel III. ročník národního závodu do vrchu s mezinárodní účastí na trati Ploskovice - Horní Řepčice u Litoměřic. Ke trati dlouhé 4 km se stoupáním 94 m, maximálním 9% a s 10 zatáčkami se sjelo rekordních 40000 diváků a 70 strojů. V třídě sportovních vozů do 3000 cm³ si po Zbraslavi spravil chuť jezdec "Míla" na Waltru 0 a jednoznačně zvítězil v čase 2:49,5 min. V kategorii sportovních vozů obsadil 7. místo. Celkovým vítězem závodu se stal Heinrich-Joachim von Morgen na závodním Bugatti Typo 35B.

## Epilog
Na výstavě Vavříny s vůní benzínu (10/2021-5/2022), kterou uspořádalo Národní technické muzeum v Praze, byl vystaven motor závodního vozu Walter 0 za roku 1924, který je v majetku NTM. Jednalo se o čtyřválcový blok se šestnáctiventilovou hlavou válců dvoulitrového motoru. Snímek vozu na trati závodu do vrchu Zbraslav-Jíloviště 1925 byl použit na plakát výstavy a také na titulní stranu katalogu výstavy "Vavříny s vůní benzínu".